# Yamamoto Kenkichi
Kenkichi Yamamoto (山本 健吉 Yamamoto Kenkichi?, verificado Sadakishi Ishibashi, 石橋 貞吉) (6 de abril de 1907 - 7 de mayo de 1988) pseudónimo del escritor y crítico japonés Ishibashi Teikichi. Como crítico destaca su trabajo de  Shishōsetsu y del poeta Kakinomoto no Hitomaro. Se ha dicho que apoya a Shishōsetsu de una manera ortodoxa.
Se le conoce principalmente como el mayor erudito de haiku japonés y literatura relacionada de mediados a finales del siglo XX. Hizo un estudio particular del desarrollo del sistema de temas estacionales y palabras de temporada, y compiló manualmente los haikai saijiki (almanaques de haikai) y kiyose (guías de palabras de temporada) más confiables del género. Todos ellos todavía están impresos hoy en día y son ampliamente utilizados por los poetas renku y haiku.